# Tex Gibbons
Pour les articles homonymes, voir Gibbons (homonymie).
John Haskell « Tex » Gibbons, né le 7 octobre 1907 à Elk City, dans le Territoire de l'Oklahoma, décédé le 30 mai 1984 à La Habra, en Californie, est un joueur américain de basket-ball. Il évolue au poste d'ailier. Il est le capitaine de l'équipe des États-Unis, championne olympique en 1936.

## Palmarès
- Champion olympique 1936